# 199-я стрелковая дивизия (2-го формирования)
199-я стрелковая Смоленская Краснознамённая орденов Суворова и Кутузова дивизия (199 сд) — воинское соединение РККА, принимавшее участие в Великой Отечественной войне. 
Боевой период — с 12 июля 1943 года по 9 мая 1945 года

## История
Создана весной 1943 года на базе 126-й и 128-й отдельных стрелковых бригад.
Указом Президиума Верховного Совета СССР от 1 сентября 1944 года за образцовое выполнение заданий командования в боях с немецкими захватчиками, за овладение городом и крепостью Осовец и проявленные при этом доблесть и мужество дивизия награждена Орденом Красного Знамени.
Расформирована согласно директиве Ставки ВГК № 11095 командующему войсками 1-го Белорусского фронта «О переименовании фронта в группу советских оккупационных войск в Германии и её составе» от 29 мая 1945 года. Войска обращены на доукомплектование войск группы.

## Состав
- 492-й стрелковый полк
- 584-й стрелковый полк
- 617-й стрелковый полк
- 500-й артиллерийский полк
- 124-й отдельный истребительно-противотанковый дивизион
- 257-я отдельная разведывательная рота
- 335-й отдельный сапёрный батальон
- 569-й отдельный батальон связи(260-я отдельная рота связи)
- 2-й медико-санитарный батальон
- 178-я отдельная рота химзащиты
- 285-я (336-я) автотранспортная рота
- 269-я полевая хлебопекарня
- 32-й дивизионный ветеринарный лазарет
- 1773-я полевая почтовая станция
- 1730-я полевая касса Госбанка

## Подчинение
| Дата            | Фронт (округ)                                                    | Армия      | Корпус                  | Примечания   |
| --------------- | ---------------------------------------------------------------- | ---------- | ----------------------- | ------------ |
| 01.05.1943 года | Комплектуется на базе 126-й и 128-й отдельных стрелковых бригад. | -          | -                       | формирование |
| 01.06.1943 года | Резерв Ставки Верховного Главнокомандования                      | 68-я армия | -                       | -            |
| 01.07.1943 года | Западный фронт                                                   | 68-я армия | -                       | -            |
| 01.08.1943 года | Западный фронт                                                   | 68-я армия | -                       | -            |
| 01.09.1943 года | Западный фронт                                                   | 68-я армия | 72-й стрелковый корпус  | -            |
| 01.09.1943 года | Западный фронт                                                   | 68-я армия | 72-й стрелковый корпус  | -            |
| 01.11.1943 года | Западный фронт                                                   | 68-я армия | 81-й стрелковый корпус  | -            |
| 01.12.1943 года | Западный фронт                                                   | 5-я армия  | 81-й стрелковый корпус  | -            |
| 01.01.1944 года | Западный фронт                                                   | 33-я армия | 36-й стрелковый корпус  | -            |
| 01.02.1944 года | Западный фронт                                                   | 33-я армия | 81-й стрелковый корпус  | -            |
| 01.03.1944 года | Белорусский фронт                                                | 33-я армия | 65-й стрелковый корпус  | -            |
| 01.04.1944 года | Белорусский фронт                                                | 33-я армия | 36-й стрелковый корпус  | -            |
| 01.05.1944 года | 2-й Белорусский фронт                                            | 33-я армия | -                       | -            |
| 01.06.1944 года | 2-й Белорусский фронт                                            | -          | -                       | -            |
| 01.07.1944 года | 2-й Белорусский фронт                                            | 49-я армия | 70-й стрелковый корпус  | -            |
| 01.08.1944 года | 2-й Белорусский фронт                                            | 49-я армия | 70-й стрелковый корпус  | -            |
| 01.09.1944 года | 2-й Белорусский фронт                                            | 49-я армия |                         | -            |
| 01.10.1944 года | 2-й Белорусский фронт                                            | 49-я армия | 121-й стрелковый корпус | -            |
| 01.11.1944 года | 2-й Белорусский фронт                                            | 49-я армия |                         | -            |
| 01.12.1944 года | 2-й Белорусский фронт                                            | 49-я армия | 121-й стрелковый корпус | -            |
| 01.01.1945 года | 2-й Белорусский фронт                                            | 49-я армия | 121-й стрелковый корпус | -            |
| 01.02.1945 года | 2-й Белорусский фронт                                            | 49-я армия | 121-й стрелковый корпус | -            |
| 01.03.1945 года | 2-й Белорусский фронт                                            | 49-я армия | -                       | -            |
| 01.04.1945 года | 2-й Белорусский фронт                                            | 49-я армия | 121-й стрелковый корпус | -            |
| 01.05.1945 года | 2-й Белорусский фронт                                            | 49-я армия | -                       | -            |

## Командиры
- Ларин, Василий Михайлович, полковник (20.05.1943 — 04.06.1943)
- Пояров, Василий Яковлевич, полковник (05.06.1943 — 16.08.1943)
- Кононенко, Матвей Прокопьевич, полковник, с 22.02.1944 генерал-майор (17.08.1943 — 23.08.1944)
- Масленников, Николай Кузьмич, генерал-майор (24.08.1944 — 13.09.1944)
- Кононенко, Матвей Прокопьевич, генерал-майор (14.09.1944 — 18.04.1945)
- Четвертухин, Пётр Дмитриевич, полковник (19.04.1945 — ??.10.1945)

## Награды и наименования
| Награда (наименование)             | Дата                                            | За что награждена |
| ---------------------------------- | ----------------------------------------------- | --- |
| Почётное наименование «Смоленская» | Приказ ВГК СССР № 25 от 25 сентября 1943 года   | За овладение крупным областным центром городом Смоленск — важнейшим стратегическим узлом обороны немцев на Западном направлении.                                                                                                   |
| Орден Красного Знамени             | Указ Президиума ВС СССР от 1 сентября 1944 года | За образцовое выполнение заданий командования в боях с немецкими захватчиками, за овладение городом и крепостью Осовец и проявленные при этом доблесть и мужество.                                                                 |
| Орден Суворова III степени         | Указ Президиума ВС СССР от 10 июля 1944 года    | За образцовое выполнение заданий командования в боях при форсировании рек Проня и Днепр, прорыв сильно укреплённой обороны немцев, а также за овладение городами Могилёв, Шклов и Быхов, проявленные при этом доблесть и мужество. |
| Орден Кутузова II степени          | Указ Президиума ВС СССР от 4 июня 1945 года     | За образцовое выполнение заданий командования в боях с немецкими захватчиками при овладении городами Штеттин, Гартц, Пенкун, Казеков, Шведт и проявленные при этом доблесть и мужество.                                            |

Награды частей дивизии:
- 492-й стрелковый Краснознамённый[6] полк[7]
- 584-й стрелковый ордена Кутузова полк[8]
- 617-й стрелковый Краснознамённый[6] полк[7]
- 500-й артиллерийский ордена Суворова[9] полк[10]
- 124-й отдельный истребительно-противотанковый ордена Александра Невского[11] дивизион[12]
- 335-й отдельный сапёрный ордена Красной Звезды[11] батальон[12]
- 569-й отдельный ордена Александра Невского батальон[11] связи[12]

## Благодарности Верховного Главнокомандующего объявленные дивизии
- За форсирование реки Проня западнее города Мстиславль, прорыв сильно укреплённой обороны немцев, захват районного центра Могилевской области — города Чаусы и освобождение более 200 других населённых пунктов, среди которых Черневка, Ждановичи, Хоньковичи, Будино, Васьковичи, Темривичи и Бординичи. 25 июня 1944 года № 117
- За форсирование реки Днепр прорыв второй оборонительной полосы немцев, подготовленной по западном берегу реки, и овладением крупным областным центром Белоруссии городом Могилев — оперативно важным узлом обороны немцев на минском направлении, а также городами Шклов и Быхов. 28 июня 1944 года № 122
- За овладение городом Черск — важным узлом коммуникаций и сильным опорным пунктом обороны немцев в северо-западной части Польши. 21 февраля 1945 года. № 283
- За овладение городом и крепостью Гданьск (Данциг) — важнейшим портом и первоклассной военно-морской базой немцев на Балтийском море. 30 марта 1945 года. № 319
- За овладение главным городом Померании и крупным морским портом Штеттин, а также заняли города Гартц, Пенкун, Казеков, Шведт. 26 апреля 1945 года. № 344
- За овладение городами Пренцлау, Ангермюнде — важными опорными пунктами обороны немцев в Западной Померании. 27 апреля 1945 года. № 348
- За овладение городами Эггезин, Торгелов, Пазевальк, Штрасбург, Темплин — важными опорными пунктами обороны немцев в Западной Померании. 28 апреля 1945 года. № 350
- За овладение городами Грайфсвальд, Трептов, Нойштрелитц, Фюрстенберг, Гранзее — важными узлами дорог в северо-западной части Померании и в Мекленбурге. 30 апреля 1945 года. № 352
- За овладение городами Штральзунд, Гриммен, Деммин, Мальхин, Варен, Везенберг — важными узлами дорог и сильными опорными пунктами обороны немцев. 1 мая 1945 года. № 354
- За овладение городами Барт, Бад-Доберан, Нойбуков, Варин, Виттенберге и соединении на линии Висмар, Виттенберге с союзными нам английскими войсками. 3 мая 1945 года. № 360

## Отличившиеся воины дивизии
| Награда | Ф. И. О.                        | Должность                                                          | Звание                    | Дата награждения                            | Примечания |
| ------- | ------------------------------- | ------------------------------------------------------------------ | ------------------------- | ------------------------------------------- | ---------- |
|         | Вахненко, Алексей Яковлевич     | Командир стрелковой роты 617-го стрелкового полка                  | Старший лейтенант ВС СССР | 24.03.1945                                  |            |
|         | Долгополов, Василий Иванович    | Командир отделения 257-й отдельной разведроты                      | Старший сержант           | 24.03.1945                                  |            |
|         | Захаров, Алексей Никонорович    | Командир стрелковой роты 492-го стрелкового полка                  | Лейтенант                 | 24.03.1945                                  |            |
|         | Исайко, Михаил Анисимович       | Командир взвода автоматчиков 492-го стрелкового полка              |                           | 24.03.1945                                  |            |
|         | Купцов, Дмитрий Александрович   | Разведчик 257-й отдельной разведывательной роты                    | Красноармеец              | 24.03.1945                                  |            |
|         | Лисицын, Константин Сергеевич   | Командир 257-й отдельной разведывательной роты                     | Старший лейтенант ВС СССР | 24.03.1945                                  |            |
|         | Мельниченко, Иван Александрович | Командир стрелкового батальона 292-го стрелкового полка            | Капитан                   | 24.03.1945                                  |            |
|         | Моксин, Пётр Васильевич         | Командир стрелкового батальона 492-го стрелкового полка            | Майор                     | 29.06.1945                                  |            |
|         | Терещенко, Михаил Кондратьевич  | Командир стрелковой роты 617-го стрелкового полка                  | Лейтенант                 | 24.03.1945                                  |            |
|         | Шамшурин, Александр Яковлевич   | Командир — командир пулемётного отделения 492-го стрелкового полка | Сержант                   | 24.03.1945                                  |            |
|         | Бишовец, Иван Никитович         | Командир расчёта 120-мм миномёта 617-го стрелкового полка          | Младший сержант           | 17.05.1944 20.07.1944 02.09.1944 29.06.1945 |            |
|         | Булутов, Самбу Хаидович         | Командир отделения автоматчиков 584-го стрелкового полка           | Сержант                   | 15.02.1945 29.04.1945 15.05.1946            |            |
|         | Казачек, Иван Степанович        | Командир отделения миномётной роты 492-го стрелкового полка        | Старший сержант           | 05.09.1944 13.03.1945 29.06.1945            |            |
|         | Фартышев, Трифон Васильевич     | Командир миномётного расчёта 617-го стрелкового полка              | Старший сержант           | 12.04.1944 13.07.1944 29.06.1945            |            |